# بريدويية (دشتاب)
بریدوییة (بالفارسية: بریدوییه) هي قرية تقع في إيران في قسم دشتاب الريفي. يقدر عدد سكانها بـ 361 نسمة بحسب إحصاء 2016.